# Bournemouth, Christchurch and Poole
Bournemouth, Christchurch and Poole, kurz BCP, ist eine Unitary Authority in der zeremoniellen Grafschaft Dorset in England.

## Geschichte
Bournemouth, Christchurch and Poole wurde aufgrund einer im Mai 2018 erlassenen Verordnung am 1. April 2019 gebildet und entstand aus dem Zusammenschluss der Unitary Authoritys Bournemouth und Poole mit dem in der Verwaltungsgrafschaft Dorset gelegenen Distrikt Christchurch. Ihre Errichtung war Teil einer Umstrukturierung Dorsets, bei der zugleich die übrigen fünf Distrikte zu einer weiteren Unitary Authority zusammengefasst und somit die bestehende Verwaltungsgrafschaft aufgelöst wurden.

## Politik und Verwaltung
Das Parlament der Unitary Authority ist ein 76 Mitglieder umfassender Rat (Council), der am 2. Mai 2019 erstmals gewählt wurde. Aufgrund seiner Größe tagt er bis auf Weiteres in Räumlichkeiten der Universität Bournemouth. Leiter der Verwaltung ist Graham Farrant.
Auf dem Gebiet von BCP bestehen die Gemeinden (Parishes) Burton and Winkton, Christchurch, Highcliffe and Walkford, Holdenhurst und Hurn, die aber insgesamt nur einen kleineren Teil des Gebietes betreffen. Der weitaus größere, die Städte Bournemouth und Poole umfassend, steht als Unparished Area außerhalb dieses Systems. Dies bedeutet, dass sie keinen Stadtrat haben, die den Parishes zugewiesenen Aufgaben werden hier von der Unitary Authority wahrgenommen. Stattdessen wurde jeweils ein Charter Trust eingerichtet, durch den die in den dortigen Wahlbezirken in den Rat von BCP gewählten Abgeordneten treuhänderisch den historischen Titel Borough und die damit verliehenen Rechte bewahren und unter anderem die Möglichkeit haben, einen Bürgermeister (Mayor) für zeremonielle Funktionen zu wählen.